# Palazzo Marchese Greco

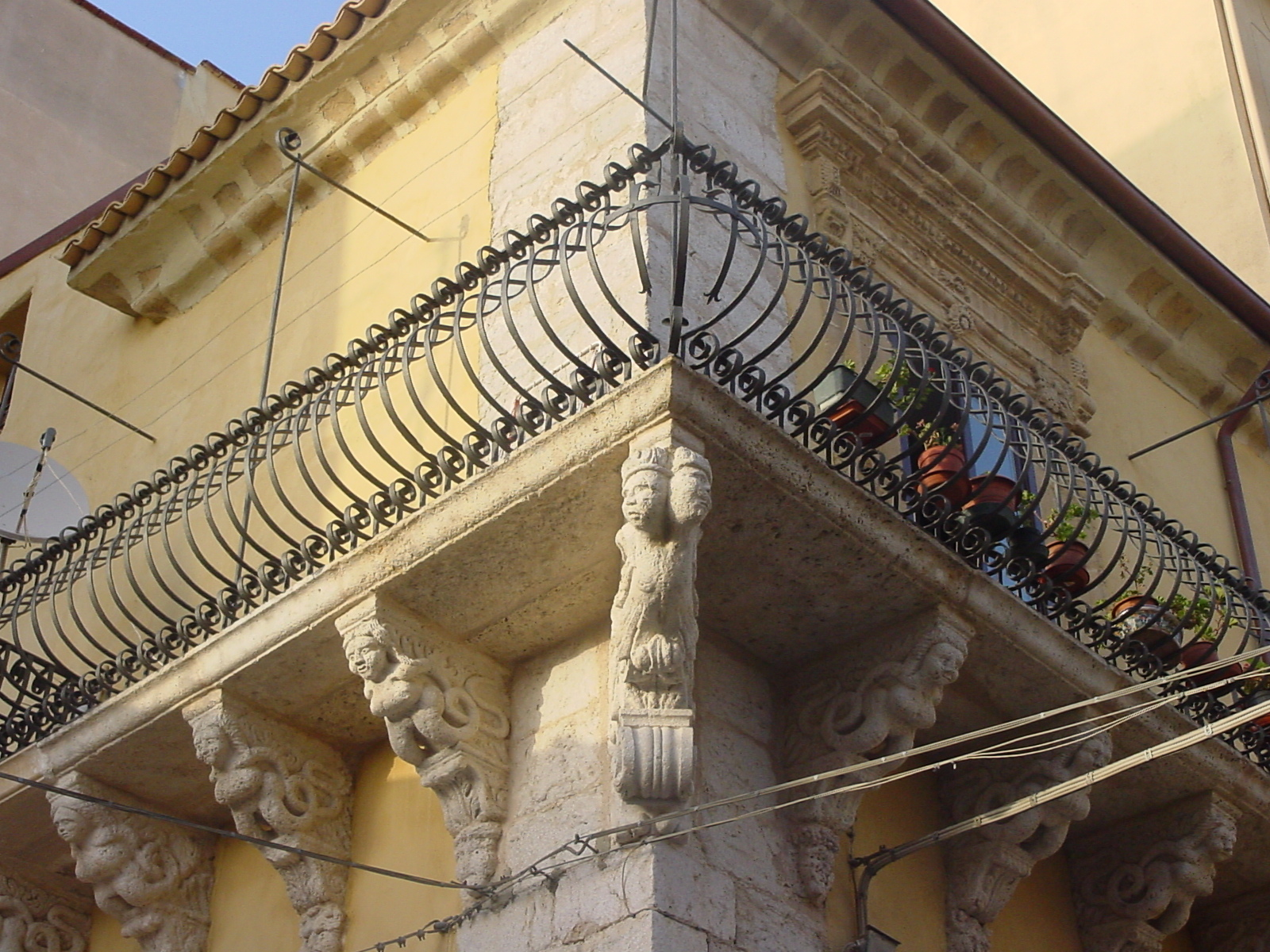
Il balcone angolare del Palazzo Marchese Greco

Il Palazzo Marchese Greco è un edificio storico di Bivona, comune italiano del libero consorzio comunale di Agrigento in Sicilia.

## Descrizione
Situato in via Marchese Greco, risale al XVIII secolo e fu realizzato in stile tardo barocco. È l'unico palazzo nobiliare di Bivona che ha mantenuto le proprie caratteristiche architettoniche. Il palazzo riproduce, in modo del tutto originale, i rispettivi modelli spagnoli, distaccandosi da essi in modo autoctono ed autonomo. Presenta in modo sontuoso ed elegante le principali caratteristiche della propria corrente artistica: bizzarria ed esagerazione esasperata, inclini al senso del fantastico.
Il palazzo, in pietra arenaria e di un solo piano, si sviluppa in lunghezza e presenta otto balconi sulla facciata principale. Il balcone angolare occidentale presenta grottesche figure di pietra, simili a delle cariatidi, che ricordano i mostri che decorano Villa Palagonia a Bagheria. Le sculture esterne rappresentano forme vegetali e frutti, simboli di abbondanza materiale e prosperità economica, condizioni tipiche della Bivona seicentesca e della prima metà del Settecento. Nella parte orientale è presente lo stemma del Marchesato della famiglia Greco.
Il palazzo, come si evince dal fregio del balcone centrale, è stato ultimato nel 1707, e successivamente è stato sede della Sottintendenza di Bivona. È prevista la sua conversione in sede museale.
Dal 1732 al 1752 è attestata la presenza di un oratorio urbano privato della famiglia Greco in una delle stanze del palazzo; nella seconda metà del XVIII secolo il marchese Ignazio Greco trasferì la propria residenza nella città di Palermo.